# أسفل الوادي (حزم العدين)

تعديل مصدري - تعديل

اسفل الوادي محلة تابعة لقرية وادي هنا، التابعة لعزلة الاصيور بمديرية حزم العدين إحدى مديريات محافظة إب في الجمهورية اليمنية، بلغ تعداد سكانها 27 حسب تعداد اليمن لعام 2004.